# 立川市立若葉台小学校
立川市立若葉台小学校（たちかわしりつ わかばだいしょうがっこう）は、東京都立川市若葉町1丁目にある公立小学校である。

## 概要
この地域には都市計画に基づきけやき台団地地区にはけやき台小学校、そして若葉町団地地区には若葉小学校があったが、市議会で統廃合の提案がされ、2015年統廃合により若葉小学校地区の地元住民の反対する声を聴かず強引に立川市議会において両校統合の請願が採択となる。2018年に両校名を合わせた「若葉台小学校」として開校した。新校舎は旧けやき台小学校跡地に建設。新校舎完成までは旧若葉小学校を利用し、2021年2月26日、新校舎に移転。旧若葉小学校地区からの通学には交通量の多い五日市街道を小学生が渡ることになるため、地元ボランティアが登下校時の児童を見守るなどの安全対策が取られている。

## 沿革
- 2015年（平成27年）
  - 3月 - 立川市議会において「けやき台小学校と若葉小学校の統合及び新学校 建設に関する請願」が提出され[1]、地元住民の声を聴かず強行採択される。
  - 9月10日 - けやき台小学校と若葉小学校の統合について教育委員会で決定される。
- 2018年（平成30年）
  - 3月28日 - 若葉台小学校のホームページが開設される。
  - 3月31日 - けやき台小学校、若葉小学校が閉校。
  - 4月1日 - 若葉台小学校の開校。
  - 4月6日 - 開校記念式典の挙行。
  - 9月 - 校歌の歌詞が決定される。（校歌作詞：白井雄大、作曲：山下洋輔、編曲：挾間美帆[2]）
  - 11月12日 - 校章制定[2]。
- 2019年（平成31年・令和元年）
  - 2月9日 - 開校式典で校章と校歌のお披露目を行った。この日が開校記念日となる。
  - 7月3日 - この日から2021年2月26日まで、旧けやき台小学校跡地で新校舎建設工事実施[3]。
- 2021年（令和3年）
  - 3月26日 - 新校舎への移転作業開始。
  - 4月12日 - 新校舎使用開始。

## 学区
- 若葉町（1丁目～4丁目）[4]
- 本校は国分寺市との市境線に近いため、国分寺市立第八小学校の学区のうち、けやき台団地およびその周辺には、本校の方が近い地域がある[5]。

## 進学先中学校
- 立川市立立川第九中学校[6]。

## アクセス
学校正門までの距離
- 立川バス
  - 「立51」・「国21」の各系統で、終点「けやき台団地」停留所から、徒歩約380m・約6分。
    - 停留所から学校敷地までは、最短で200mほどだが、正門と道路との位置関係で、倍近い距離となる。

  - 「玉17」・「玉18」・「国25」・「国25-1」・「国26」・「国26-1」・「寺50」の各系統で、「若葉台三丁目南」停留所下車後、
    - のりば1（玉川上水駅南口行）から、徒歩約245m・約4分。
    - のりば2（武蔵野美術大学行・若葉町団地行・国立駅北口行・国分寺駅北口行）から、徒歩約280m・約4分。
- 立川バス「立30」・「立31」、西武バス「立33」・「立34」・「立34-1」・「立35」・「立35-1」・「立36」・「立37」・「立37-1」・「立38」・「立38-1」・「立39」・「立40」・「立45」・「（系統番号無し）小平営業所～立川駅北口線」の各系統で、「幸町三丁目」停留所より、
  - のりば1（立川駅北口行(立川・西武)、立川営業所行(西武)）から、徒歩約285m・約4分。
  - のりば2（武蔵野美術大学行・若葉町団地行(立川)、東大和市駅行・東村山駅西口行・東京街道団地行・久米川駅・奈良橋行・イオンモールむさし村山行・南街行・幸町団地行・芝中団地行・小平営業所行(西武)）から、徒歩約245m・約4分。

## 周辺
校地南西側は国分寺市との市境線となっている。このほか学校周辺には、鎌倉パスタ立川店などのロードサイド店も点在する。
- UR都市再生機構けやき台団地
  - けやき台団地以外の団地・マンションなども、立川市側・国分寺市側共に点在。
- けやき台公園 - けやき台団地内
- 三和シャッター工業
- 若葉ケヤキモール
- 西多摩運送立川センター
- コンパス歯科クリニック立川若葉町
- 東京都道・埼玉県道16号立川所沢線
- 東京都道7号杉並あきる野線
- 社会福祉法人大樹の会
  - けやき台さくら保育園 - 進学前保育園のひとつ。
  - くるみの木保育園（国分寺市に所在） - 立川市との市境線付近に位置する。
- 立川けやき台郵便局
- 国分寺市立第八小学校（国分寺市に所在） - 本校とは最短で250mほどしか離れていない。